# Mirlan Murzaev
Mirlan Murzaev (in kirghiso Мирлан Мурзаев?; Kočkor-Ata, 29 marzo 1990) è un calciatore kirghiso, attaccante del Bars.

## Caratteristiche tecniche
È un attaccante che può essere schierato anche come ala su entrambe le fasce.

## Carriera

### Nazionale
Ha giocato nelle nazionali giovanili kirghise Under-17 ed Under-23.
Ha partecipato alla Coppa d'Asia del 2019.

## Statistiche

### Cronologia presenze e reti in nazionale
| Cronologia completa delle presenze e delle reti in nazionale ― Kirghizistan | Cronologia completa delle presenze e delle reti in nazionale ― Kirghizistan | Cronologia completa delle presenze e delle reti in nazionale ― Kirghizistan | Cronologia completa delle presenze e delle reti in nazionale ― Kirghizistan | Cronologia completa delle presenze e delle reti in nazionale ― Kirghizistan | Cronologia completa delle presenze e delle reti in nazionale ― Kirghizistan | Cronologia completa delle presenze e delle reti in nazionale ― Kirghizistan | Cronologia completa delle presenze e delle reti in nazionale ― Kirghizistan |
| Data                                                                        | Città                                                                       | In casa                                                                     | Risultato                                                                   | Ospiti                                                                      | Competizione                                                                | Reti                                                                        | Note                                                                        |
| --------------------------------------------------------------------------- | --------------------------------------------------------------------------- | --------------------------------------------------------------------------- | --------------------------------------------------------------------------- | --------------------------------------------------------------------------- | --------------------------------------------------------------------------- | --------------------------------------------------------------------------- | --------------------------------------------------------------------------- |
| 7-1-2019                                                                    | al-'Ayn                                                                     | Cina                                                                        | 2 – 1                                                                       | Kirghizistan                                                                | Coppa d'Asia 2019 - 1º turno                                                | -                                                                           |                                                                             |
| 11-1-2019                                                                   | al-'Ayn                                                                     | Kirghizistan                                                                | 0 – 1                                                                       | Corea del Sud                                                               | Coppa d'Asia 2019 - 1º turno                                                | -                                                                           |                                                                             |
| 16-1-2019                                                                   | Dubai                                                                       | Kirghizistan                                                                | 3 – 1                                                                       | Filippine                                                                   | Coppa d'Asia 2019 - 1º turno                                                | -                                                                           | 85’                                                                         |
| 21-1-2019                                                                   | Abu Dhabi                                                                   | Emirati Arabi Uniti                                                         | 3 – 2 dts                                                                   | Kirghizistan                                                                | Coppa d'Asia 2019 - Ottavi di finale                                        | 1                                                                           | 88’                                                                         |
| 7-6-2021                                                                    | Osaka                                                                       | Kirghizistan                                                                | 0 – 1                                                                       | Mongolia                                                                    | Qual. Mondiali 2022                                                         | -                                                                           | Cap.                                                                        |
| 11-6-2021                                                                   | Osaka                                                                       | Birmania                                                                    | 1 – 8                                                                       | Kirghizistan                                                                | Qual. Mondiali 2022                                                         | 3                                                                           | cap.                                                                        |
| 15-6-2021                                                                   | Suita                                                                       | Giappone                                                                    | 5 – 1                                                                       | Kirghizistan                                                                | Qual. Mondiali 2022                                                         | 1                                                                           | cap. 79’                                                                    |
| Totale                                                                      |                                                                             | Presenze                                                                    | 7                                                                           |                                                                             | Reti                                                                        | 5                                                                           |                                                                             |

## Palmarès

### Club

#### Competizioni nazionali
- Campionato kirghiso: 5

Dordoi Biškek: 2007, 2008, 2009, 2012, 2020

### Individuale
- Capocannoniere della Coppa del Presidente dell'AFC: 2

2012 (8 reti), 2013 (9 reti)